# دانشنامه ایران
دانشنامه ایران مجموعه کتاب‌هایی است که توسط بنیاد دایرةالمعارف بزرگ اسلامی منتشر می‌شود. تاکنون ۴ مجلد آن به چاپ رسیده‌است.

## مشخصات کتاب
| جلد | حرف                          | سال انتشار | شابک              | تعداد صفحه |
| --- | ---------------------------- | ---------- | ----------------- | ---------- |
| ۱   | ا،آ - ادویه                  | ۱۳۸۴       | ۳-۳۴-۷۰۲۵-۹۶۴-۹۸۷ | ۸۶۷        |
| ۲   | ادویه، راه‌ها - اسپالاّنتسانی  | ۱۳۸۶       | ۱-۵۹-۷۰۲۵-۹۶۴-۹۸۷ | ۸۸۵        |
| ۳   | اسپانیا-اسمیث، ادم           | ۱۳۸۹       | ۹-۹۵-۷۰۲۵-۹۶۴-۹۸۷ | ۸۴۹        |
| ۴   | اسمیث، استیوی - اقیانوس‌شناسی | ۱۳۹۴       | ۹۷۸-۶۰۰-۶۳۲۶-۶۴-۱ | ۸۸۰        |